# 胜利广场 (巴黎)

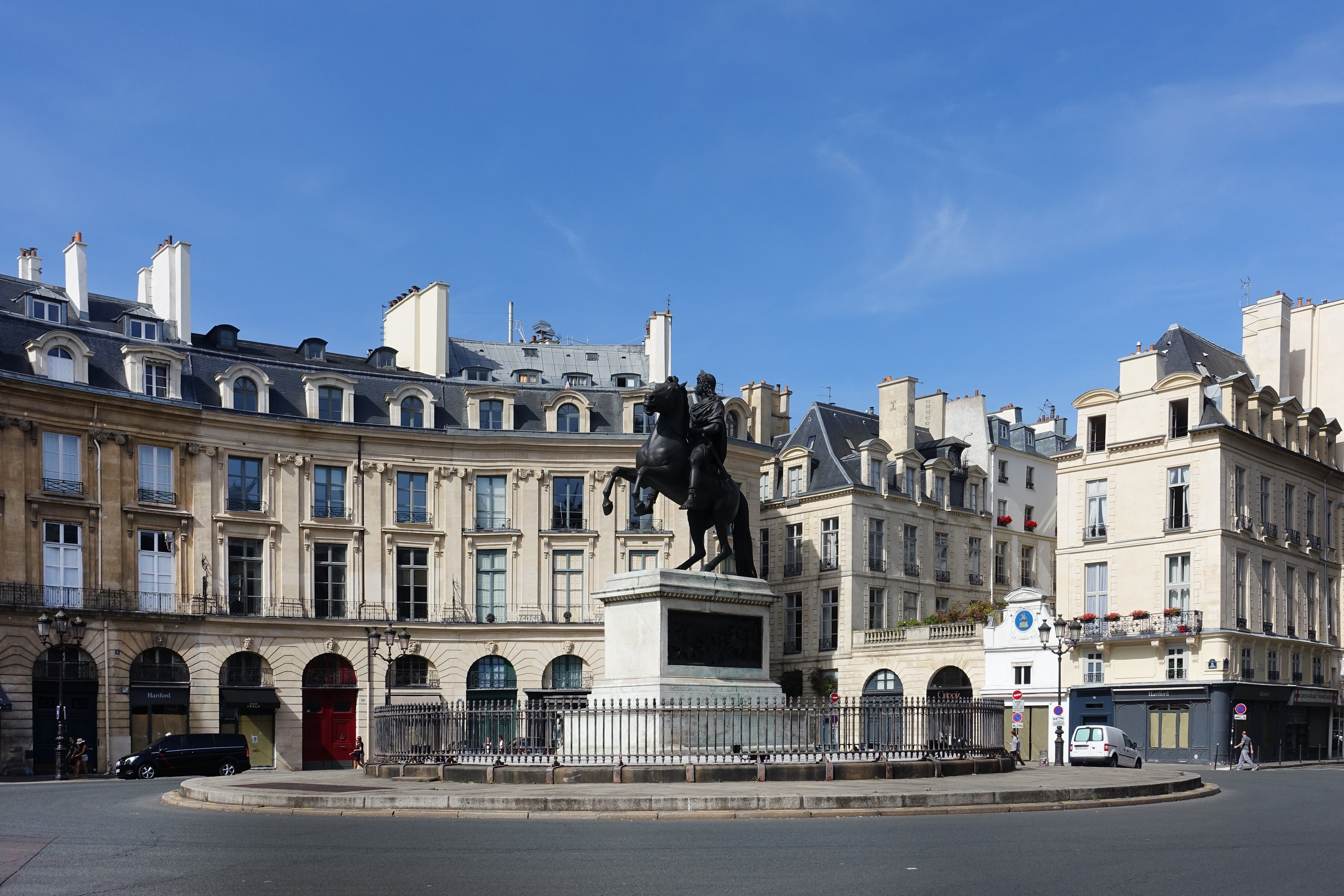
胜利广场

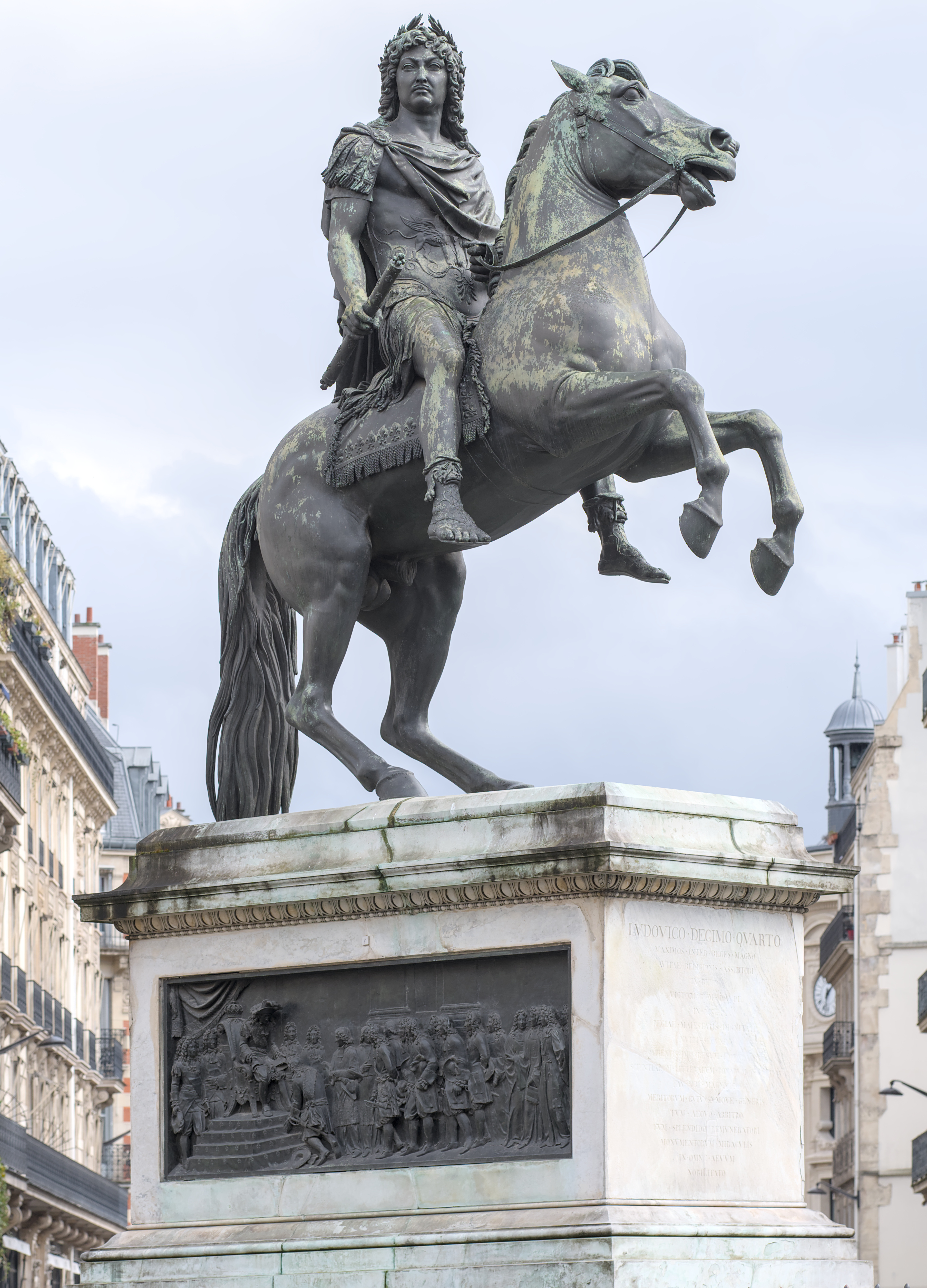
胜利广场中心的路易十四像

胜利广场（Place des Victoires）是巴黎的一个圆形广场，位于巴黎皇家宫殿东北方不远处，第一区和第二区交界处。
在广场中心，是国王路易十四的宏伟的骑马雕像，以庆祝1678-79年签订《奈梅亨条约》 ，最终在1792年，法国革命期间被毁。
1793年，广场更名为“胜利-全国广场”（place des Victoires-Nationaux），被毁雕像换为一个木制的金字塔。1810年，在拿破仑一世统治时期，路易·德賽将军的裸体雕像替换了金字塔。拿破仑退位后，这座雕像也被推倒，换成亨利四世雕像。
1828年，复辟的波旁王朝国王查理十世下令兴建目前的12米高的骑马铜像，雕塑家是弗朗索瓦·约瑟夫·博西奥（François Joseph Bosio）。路易十四被打扮成罗马皇帝，骑在一匹骏马上。 

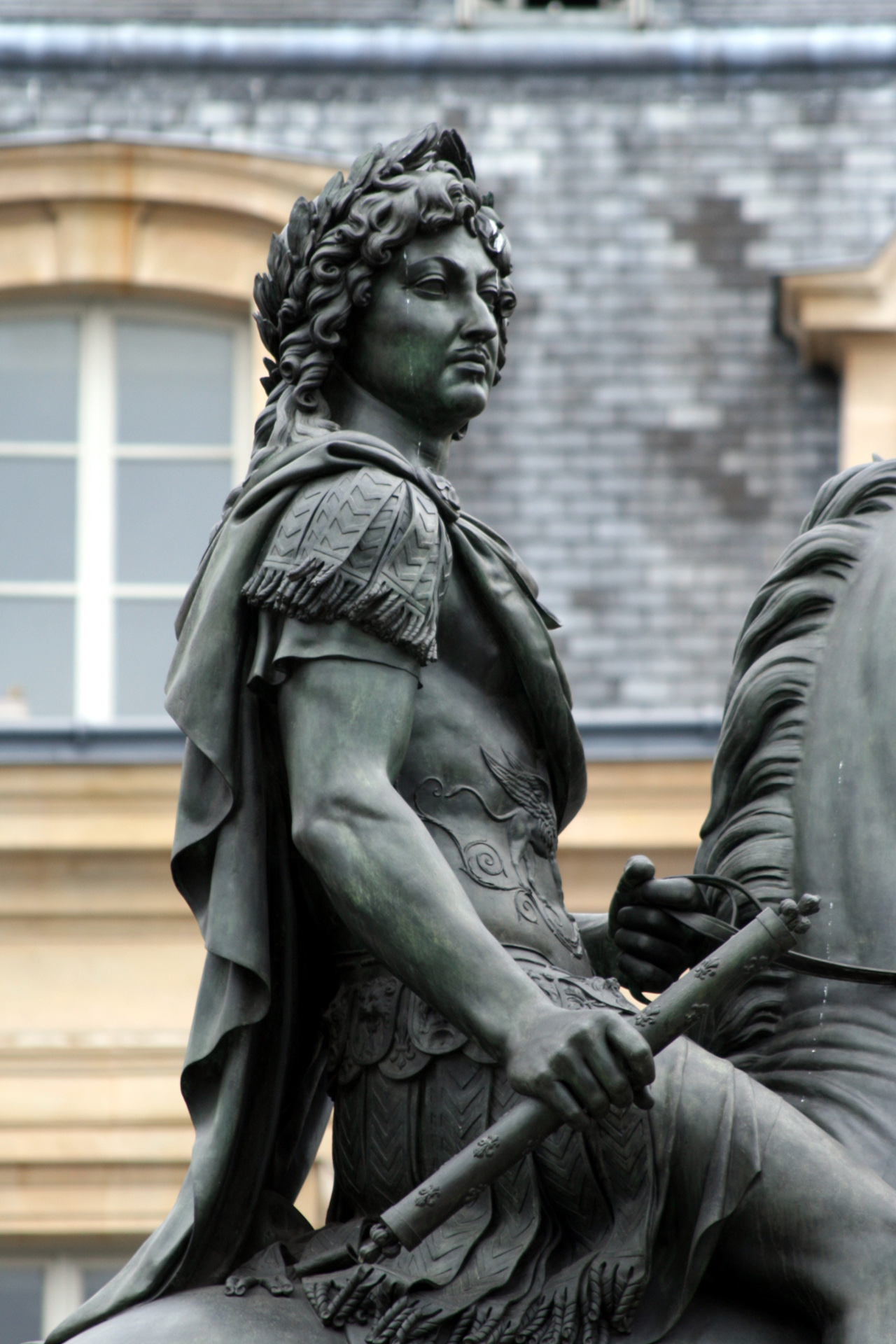
“路易十四”

广场周围地区现在是高档街区，时装设计师Kenzo、Cacharel、Thierry Mugler 都在此开设店铺。